# هنری ویوله
هنری ویوله (به فرانسوی: Henry Viollet)(زاده ۱۸۸۰-پاریس، درگذشته ۱۹۵۵-پاریس) معمار و باستان‌شناس فرانسوی است که مطالعات زیادی در ایران و خاورمیانه کرده‌است.
نخستین آشنایی وی با تمدن شرق، با سفر به سودان و مصر در سال‌های ۱۹۰۴ و ۱۹۰۵، در دوره تحصیل وی اتفاق افتاد. در سال‌های ۱۹۰۶ و ۱۹۰۷، ۱۹۰۸ و ۱۹۱۰ همراه هیئت باستانشناسی به میان رودان سفر کرد و به مطالعه دوره عباسیان پرداخت.
در سال ۱۹۱۲ همراه هیئتی به مناطق مرکزی و جنوبی ایران سفر کرد و سال بعد نیز همراه همسرش برای مطالعات و عکاسی از بناهای تاریخی به ایران بازگشت. مطالعات وی در ایران تا سال ۱۹۱۴ ادامه یافت، اما به دلیل شروع جنگ جهانی اول قطع شد. وی پس از جنگ به مطالعات خود ادامه داد و بخشی از آن‌ها را نیز منتشر کرد. در سال ۱۹۲۱ هنری ویوله نشان لژیون دریافت داشت و در سال ۱۹۳۷ نیز مسئول بخش ایران در گردهمایی پاریس بود.
عکس‌های هنری ویوله از بناهای تاریخی ایران، منبع عظیمی برای مطالعات تاریخ معماری و همین‌طور طرح مرمت این آثار فراهم آورده‌است.

## پیوند
http://www.iranicaonline.org/articles/viollet-henry Encyclopaedia Iranica